# Міс Всесвіт 2002
Міс Всесвіт 2002 — 51-й щорічний конкурс краси, проводився 29 травня 2002 року в Roberto Clemente Coliseum, Сан-Хуан, Пуерто-Рико. За перемогу на ньому змагалося 75 претенденток. Переможницею стала представниця Росії, 24-річна Оксана Федорова. 23 вересня 2002 Оксана Федорова відмовилася від титулу Міс Всесвіт, і він перейшов до першої віце-міс Жюстін Пасек з Панами.

## Результати

### Підсумкові місця
| Результат        | Учасниця |
| ---------------- | --- |
| Міс Всесвіт 2002 | - Росія — Оксана Федорова |
| 1-ша віце-міс    | - Панама — Жюстін Пасек |
| 2-га віце-міс    | - КНР — Чжо Лін |
| 3-тя віце-міс    | - ПАР — Ванесса Карейра |
| 4-та віце-міс    | - Венесуела — Синтія Ландер                                                                                                   |
| Топ 10           | - Німеччина — Наташа Бергер - Кіпр — Деметра Елефтеріу - Албанія — Аніса Коспірі - Індія — Неха Дхупіа - Канада — Нілам Верма |

## Результати у конкурсах

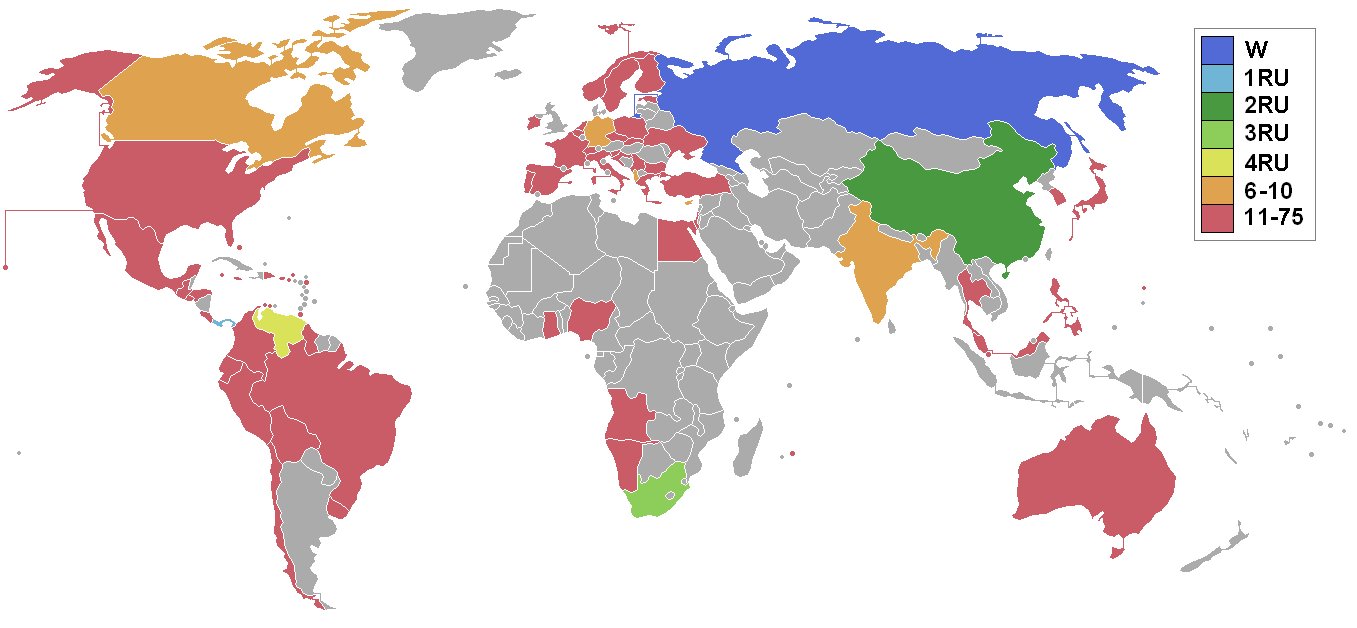
Країни-учасниці конкурсу «Міс Всесвіт» — 2002 року

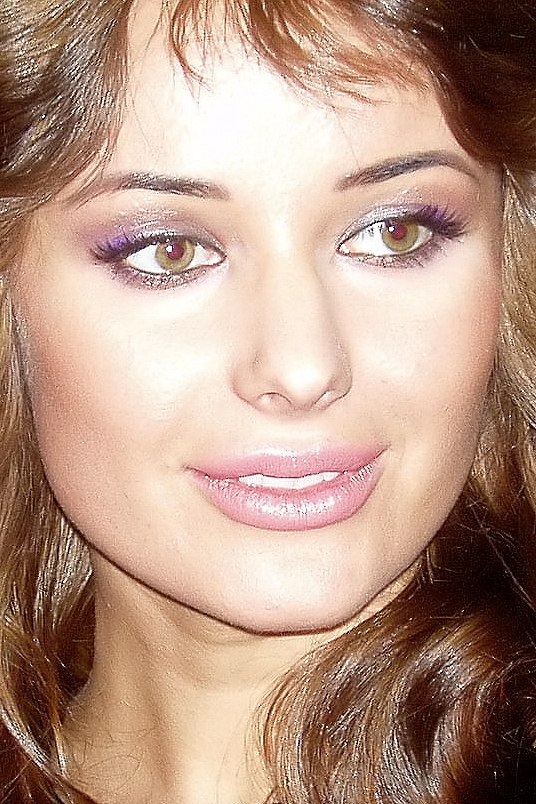
Міс Всесвіт 2002.

| Країна    | Конкурс в купальнику | Конкурс у вечірній сукні | Середній бал |
| --------- | -------------------- | ------------------------ | ------------ |
| Росія     | 9.88 (1)             | 9.64 (1)                 | 9.760 (1)    |
| Панама    | 8.79 (7)             | 8.92 (3)                 | 8.855 (4)    |
| КНР       | 8.88 (5)             | 9.15 (2)                 | 9.015 (3)    |
| ПАР       | 8.90 (4)             | 8.79 (6)                 | 8.845 (5)    |
| Венесуела | 9.29 (2)             | 8.83 (5)                 | 9.060 (2)    |
| Німеччина | 8.81 (6)             | 8.84 (4)                 | 8.825 (6)    |
| Кіпр      | 9.15 (3)             | 8.49 (8)                 | 8.820 (7)    |
| Албанія   | 8.34 (8)             | 8.51 (7)                 | 8.425 (8)    |
| Індія     | 8.32 (9)             | 8.10 (10)                | 8.210 (9)    |
| Канада    | 7.99 (10)            | 8.39 (9)                 | 8.190 (10)   |

### Спеціальні нагороди
| Премія                             | Учасниця                                          |
| ---------------------------------- | ------------------------------------------------- |
| Переможниця конкурсу в купальниках | - Росія — Оксана Федорова                         |
| Найкращий національний костюм      | - Колумбія — Ванесса Мендоса                      |
| Міс Конгеніальність                | - Американські Віргінські Острови — Меліса Джордж |
| Міс Фотогенічність                 | - Пуерто-Рико — Ісіс Касалдук                     |

## Учасниці
| Австралія                     | Сара Девіс(Sarah Davies)                      |                                 |
| Албанія                       | Аніза Коспірі(Anisa Kospiri)                  |                                 |
| Ангола                        | Джованна Лейте(Giovana Leite)                 |                                 |
| Антигуа і Барбуда             | Айша Ральф(Aisha Ralph)                       |                                 |
| Аруба                         | Деяніра Франк(Deyanira Frank)                 |                                 |
| Багамські острови             | Надя Албурі(Nadia Albury)                     |                                 |
| Бельгія                       |                                               | Анн ван Елсен(Ann van Elsen)    |
| Болгарія                      | Еліна Георгієва(Elina Georgieva)              |                                 |
| Болівія                       | Паола Коімбра(Paola Coimbra)                  |                                 |
| Бразилія                      | Жозиани Оливейра(Josiane Oliveira)            |                                 |
| Британські Віргінські острови | Анастасія Тонге(Anastasia Tonge)              |                                 |
| Угорщина                      | Едіт Фрідл(Edit Friedl)                       |                                 |
| Венесуела                     | Синтія Ландер(Cynthia Lander)                 |                                 |
| Гаяна                         | Міа Рахаман(Mia Rahaman)                      |                                 |
| Гана                          | Стефані Волкінс-Фіа(Stephanie Walkins-Fia)    |                                 |
| Гватемала                     | Каріна Веласкес(Carina Velasquez)             |                                 |
| Німеччина                     | Наташа Бергер(Natascha Borger)                |                                 |
| Гондурас                      | Еріка Рамірес(Erika Ramirez)                  |                                 |
| Греція                        | Лена Папарігопулу(Lena Paparigopoulou)        |                                 |
| Домініканська республіка      | Рут Окумарес(Ruth Ocumarez)                   |                                 |
| Єгипет                        | Саллі Шахін(Sally Shaheen)                    |                                 |
| Ізраїль                       | Яміт Нар-Ной(Yamit Har-Noy)                   |                                 |
| Індія                         |                                               | Неха Дхупіа(Neha Dhupia)        |
| Ірландія                      | Ліза О Салліван(Lisa O’Sullivan)              |                                 |
| Іспанія                       | Ваніа Мільян(Vania Millan)                    |                                 |
| Італія                        | Анна Рігон(Anna Rigon)                        |                                 |
| Кайманові острови             | Шеннон МакЛін(Shannon McLean)                 |                                 |
| Канада                        |                                               | Нілам Верма(Neelam Verma)       |
| Кенія                         | Джулі Нжеру(Julie Njeru)                      |                                 |
| Кіпр                          | Деметра Елефтеріу(Demetra Eleftheriou)        |                                 |
| Китай                         | Чжуо Лін(Zhuo Ling)                           |                                 |
| Колумбія                      | Ванесса Мендоса(Vanessa Mendoza)              |                                 |
| Коста-Рика                    | Івана Паріс(Ivana Paris)                      |                                 |
| Кюрасао                       | Айанетт Статиа(Ayanette Statia)               |                                 |
| Маврикій                      | Карен Александр(Karen Alexandre)              |                                 |
| Малайзія                      | Карен Літ Ейт Анг(Karen Lit Eit Ang)          |                                 |
| Мексика                       | Еріка Крус(Erika Cruz)                        |                                 |
| Намібія                       | Мішель Хейта(Michelle Heitha)                 |                                 |
| Нігерія                       | Чіненьє Очуба(Chinenye Ochuba)                |                                 |
| Нідерланди                    |                                               | Кім Кеттер(Kim Koetter)         |
| Нікарагуа                     | Маріанела Мендоса(Marianela Larayu Mendoza)   |                                 |
| Норвегія                      | Хеге Хатло(Hege Hatlo)                        |                                 |
| Панама                        | Жюстін Пасек(Justine Pasek)                   |                                 |
| Перу                          | Адріана Субіате(Adriana Zubiate)              |                                 |
| Польща                        | Йоанна Доздровска(Joanna Dozdrowska)          |                                 |
| Португалія                    | Іва Катаріна Ламарао(Iva Catarina Lamarao)    |                                 |
| Пуерто-Рико                   | Ісіс Касалдук(Isis Casalduc)                  |                                 |
| Россия                        |                                               | Оксана Федорова(Oxana Fedorova) |
| Сингапур                      | Нураліза Осман(Nuraliza Osman)                |                                 |
| Словаччина                    | Єва Дзодлова(Eva Dzodlova)                    |                                 |
| Словенія                      | Іріс Мулей(Iris Mulej)                        |                                 |
| США                           |                                               | Шанті Хінтон(Shauntay Hinton)   |
| Таїланд                       | Чанчіра Чансоме(Janjira Janchome)             |                                 |
| Тринідад і Тобаго             | Насма Мохаммед(Nasma Mohammed)                |                                 |
| Туречиина                     | Кагла Кубат(Cagla Kubat)                      |                                 |
| Україна                       | Ліліана Горова(Liliana Gorova)                |                                 |
| Уругвай                       | Фіорелла Флейтас(Fiorella Fleitas)            |                                 |
| Фінляндія                     | Джанет Броман(Janette Broman)                 |                                 |
| Франція                       |                                               | Сильвія Тельє(Sylvie Tellier)   |
| Хорватія                      | Івана Парич(Ivana Paris)                      |                                 |
| Швейцарія                     | Дженніфер Гербер(Jennifer Ann Gerber)         |                                 |
| Швеція                        | Малу Ханссон(Malou Hansson)                   |                                 |
| Еквадор                       | Ісабель Онтанеда-Пінто(Isabel Ontaneda-Pinto) |                                 |
| Естонія                       | Яна Тафенау(Jana Tafenau)                     |                                 |
| ПАР                           | Ванесса Каррейра(Vanessa Carreira)            |                                 |
| Югославія                     | Сладьяна Бозович(Sladjana Bozovic)            |                                 |
| Південна Корея                | Кім Мін-Куонг(Kim Min-kyoung)                 |                                 |
| Ямайка                        | Санія Г'юз(Sanya Hughes)                      |                                 |
| Японія                        | Міна Тіба(Mina Chiba)                         |                                 |

## Судді

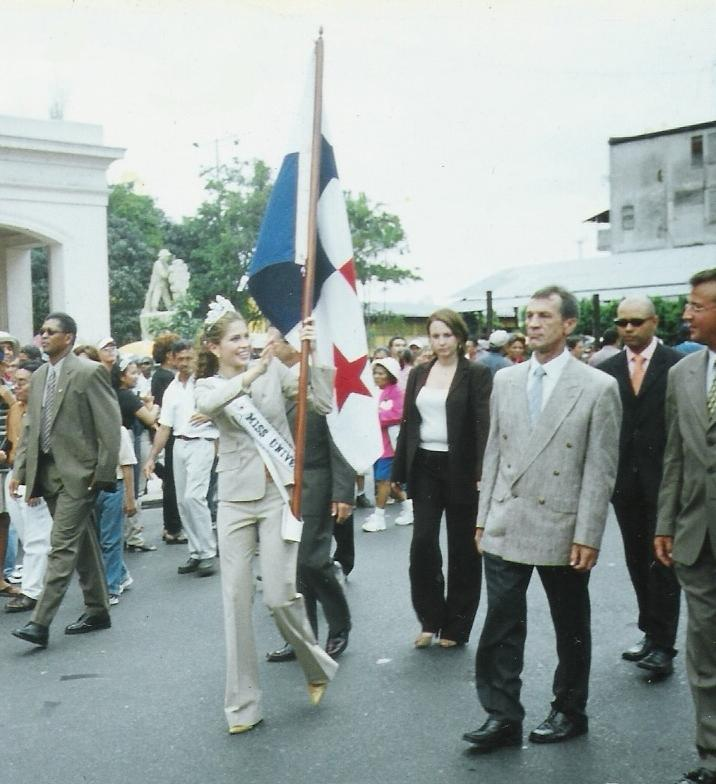
Жюстін Пасек

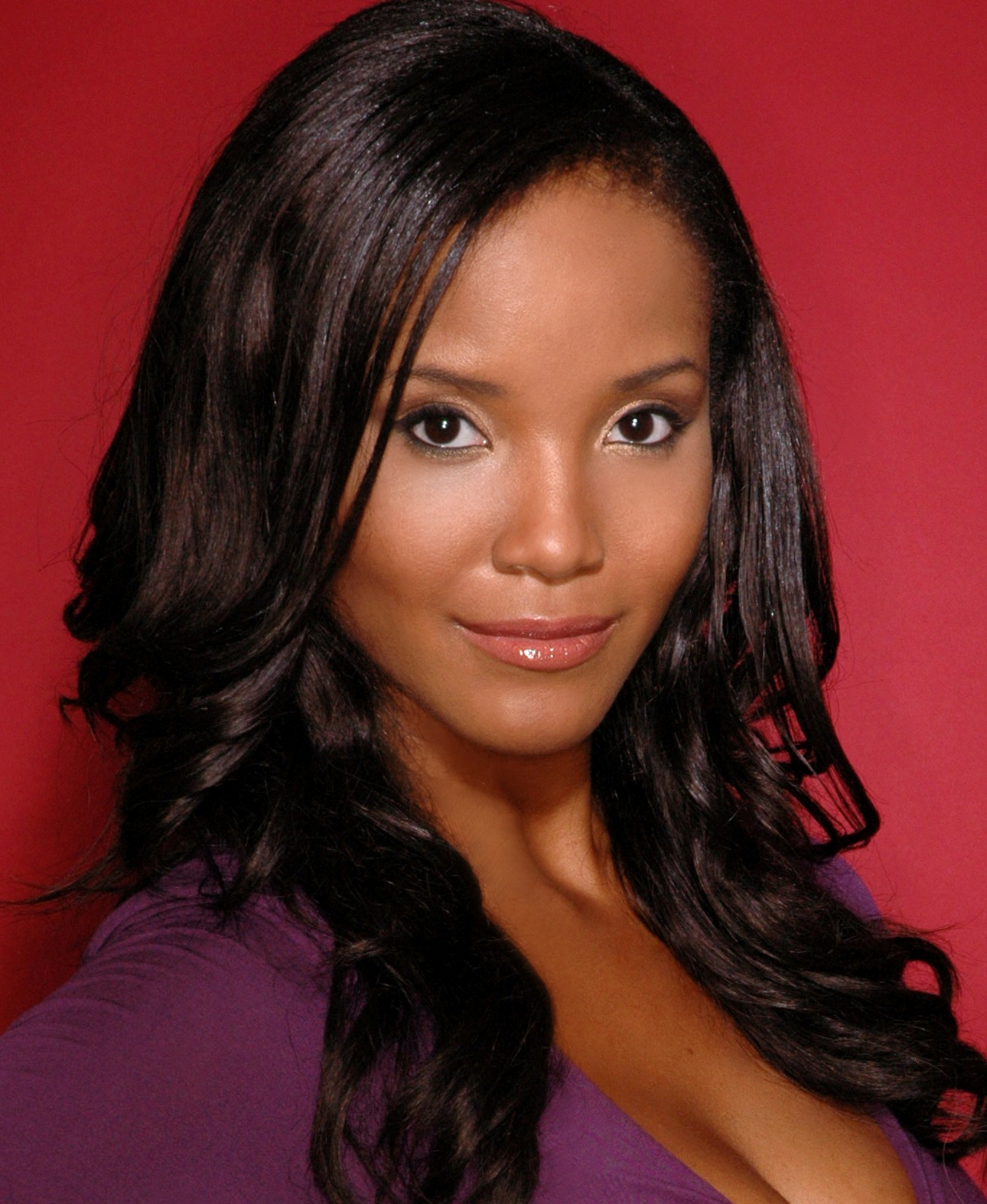
Представниця США

- Амір — модний дизайнер в Південній Азії
- Ніколь Міллер — американський дизайнер
- Тайріз Гібсон — американський репер
- Крістофер МакДональд — американський актор
- Джина Чи Нолін — акторка
- Цзінь Юйси (Кань Юэсай) — китайська модель
- Маршал Фолк — американський футболіст
- Етан Зон — актор серіалу «Survivor II»
- Марісоль Маларет — Міс Всесвіт 1970, з Пуерто-Рико
- Тетяна Патитц — модель
- Освальд Мендес — учасник «The Amazing Race 2»

## Примітка

### Дебют
- Албанія країна відправила на конкурс свою першу представницю, Анізу Коспірі. Вона увійшла в Top 10, на конкурсі.
- КНР країна відправила на конкурс свою першу представницю , Zhuo Ling. Вона стала другою віце-міс.

### Відмовилися від участі
- Аргентина
- Ботсвана
- Лівія
- Ліван
- Мальта
- Нова Зеландія
- Парагвай
- Тайвань
- Зімбабве

### Повернулися на конкурс
- Гаяна останній раз брала участь у 1999.
- Австралія і Намібія, останній раз брали участь в 2000.

## Детальніше про учасницях

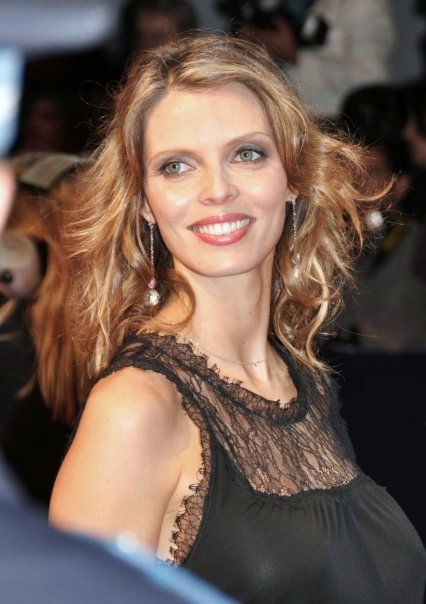
Представниця Франції Сільвія Тельє

- Парад Націй був проведений на відкритому повітрі на вулицях старого Сан-Хуана в перший раз, і всі учасниці були одягнені в національні костюми. Цей формат параду існував до 2005 року, хоча в період 2003-2005 років учасниці не носили свої національні костюми під час параду.
- Албанія та Народна республіка Китай  вперше брали участь у конкурсі, і обидві отримали призові місця на конкурсі.
- Кіпр був оголошений в числі півфіналісток в перший раз.
- Росія, Венесуела та Індія останній раз увійшли у півфінал 2001.
- Німеччина увійшла до півфіналу у 1989, Панама в 1997, і Південна Африка  і Канада 2000.
- Ваніа Мілан Мірас Міс Іспанія переможниця конкурсу Міс Іспанія 2002, замінила Лорену ван Хірде Айялу Міс Іспанію 2001.
- Сім учасниць, які відмовилися від участі в конкурсі «Міс Всесвіт-2002».: Карен Рассел  (Беліз), Ангеліна Сондах (Індонезія), Крістіна Савайя (Ліван), Лоредана Замміт (Мальта), Марія Габріела Рікелме Ескуна (Парагвай), Берніс Гамбс (Сент-Мартен) і Ейвонка Селвер (Теркс і Кайкос). Савайя з Лівану перемогла в конкурсі Міс Інтернешнл у цьому ж році.
- Сара Девіс з Австралії також брала участь у "Міс Світу" 2004 в місті Санья, Китай. Вона була п'ятою віце-міс на конкурсі Міс Світу 2004.
- Крістіна Савайя з Лівану відмовилася брати участь, протестуючи проти участі в конкурсі міс Ізраїль
- В цьому році брала участь велика кількість темношкірих учасниць з різних країн. Ряд країн направили своїх темношкірих представниць вперше в історії своєї країни. Ці країни: Колумбія, Домініканська Республіка, Кюрасао, Перу, Гондурас, Мексика і Швеція. США також були представлені чорношкірою жінкою в цьому році. Як не дивно, жодна з них не увійшла в Топ-10 в цьому році, в результаті створення терміна 2002 Blackout.

- Багато з фавориток в цьому році не увійшли в Топ-10. Вони були з Пуерто-Рико, Бразилії, Кюрасао, Домініканської Республіки, Гани, Ямайки, Нідерландів та Нігерії.
- В третій раз в історії Міс Всесвіт Міс США не вдалося увійти в Топ-10.
- Наташа Бергер з Німеччини брала участь у Топ Модель Світу 2002 року в Німеччині. Крім того, вона вирішила піти далі і виграла Міс Балтійське море 2003 року у Фінляндії.
- З відмовою Оксани Федорової з Росії у вересні 2002 року від титулу Міс Всесвіт (мало хто з аналітиків конкурсу припускав, що таке станеться) перемога перейшла до Жюстіни Пасек з Панами. Інші учасниці отримали більш високі оцінки.
- Це означає, що Міс Китай Чжоу Лін стала першою віце-міс.
- Міс Південна Африка Ванесса Каррейра стала другою віце-міс.
- Міс Венесуела Синтія Ландер стала третьою віце-міс.
- Міс Німеччина Наташа Бергер увійшла в топ 5 і стала четвертою віце-міс.
- Зрештою Кім Коттер з Нідерландів отримала оцінку і увійшла завдяки цьому в Топ-10 півфіналісток. Але багато ентузіасти конкурсу не визнають цієї «нової розстановки». Ця була в кінці року найбільш відома рейтингова система. Насправді більшість країн світу, які подаються на Міс Всесвіт, не використовували цю систему.
- Це була остання поява Югославії на конкурсі "Міс Всесвіт".
- Оксана Федорова отримала нову модель корони.